# Phyllomys lundi
Phyllomys lundi es una especie de roedor de la familia Echimyidae.

## Distribución geográfica
Se encuentra en Sudamérica: Brasil.